# 1. Panzer-Grenadier-Brigade
Die 1. Panzer-Grenadier-Brigade, anfangs 1. Schützen-Brigade, war eine deutsche Panzer-Grenadier-Brigade im Zweiten Weltkrieg.

## Brigadegeschichte
Am 12. September 1935 wurde die 1. Schützen-Brigade als Stab für die Schützeneinheiten der 1. Panzer-Division in Weimar aufgestellt.
Am 24. Mai 1942 wurde im Schützen-Regiment 1 eine neue I. aufgestellt und die Gliederung der beiden Bataillone mit vier, vormals fünf, Kompanien vorgesehen. Diese Maßnahme wurde am 1. Juni 1942 genauso für das Schützen-Regiment 113 durchgeführt. Zum gleichen Tag wurde das Kradschützen-Bataillon 1 zu diesem Zeitpunkt umgegliedert, indem die Panzer-Aufklärungs-Abteilung 4 zum Bataillon kam.
Die 1. Panzer-Grenadier-Brigade wurde am 5. Juli 1942 aus der 1. Schützen-Brigade mit Ersatzgestellung durch den Wehrkreis IX aufgestellt. Die Unterstellung blieb bei der 1. Panzer-Division.
Mit der Aufstellung der Brigade wurde das Schützen-Regiment 1 (Aufstellung am 15. Oktober 1935) in Panzer-Grenadier-Regiment 1 und das Schützen-Regiment 113 (Aufstellung am 6. November 1940) in Panzer-Grenadier-Regiment 113 umbenannt. Die Schützen-Regimenter bestanden nur noch aus zwei Bataillonen, wobei das II. bis zur Auflösung der Brigade noch zwei Kompanien (9. Schwere Infanteriegeschütz-Kompanie (sIG) und 10. Fliegerabwehr-Kompanie (Fla)) erhielt.
Die Brigade wurde im Sommer 1943 aufgelöst.

## Gliederung als 1. Schützen-Brigade
- Schützen-Regiment 1
  - Schützen-Bataillon I (am 16. November 1941 Zusammenlegung mit II./Schützen-Regiment 1, ehem. I./Schützen-Regiment 113)
  - Schützen-Bataillon II (am 27. Februar 1941 im Tausch mit dem I./Schützen-Regiment 113, am 16. November 1941 Zusammenlegung mit I./Schützen-Regiment 1)
  - Schützen-Bataillon III (am 1. April 1940 Umbenennung des III./Infanterie-Regiments 69, welches ab Oktober 1939 dem Bataillon zugeteilt war, im November 1940 als I./Schützen-Regiment 113 abgegeben)
- Schützen-Regiment 113
  - Schützen-Bataillon I (im November 1940 aus III./Schützen-Regiment 1, am 27. Februar 1941 im Tausch mit dem II./Schützen-Regiment 1)
  - Schützen-Bataillon II (aufgestellt ab 30. November 1940)
- Kradschützen-Bataillon 1 (ab 1. März 1943 Panzer-Aufklärungs-Abteilung 91)

## Kommandeur (Auswahl)
- Oberst/Generalmajor Heinrich von Vietinghoff: von der Aufstellung bis 12. Oktober 1937
- Generalmajor Georg-Hans Reinhardt: vom 12. Oktober 1937 bis 10. November 1938
- Generalmajor Friedrich Kirchner: von November 1938 bis 3. November 1939
- Oberst/Generalmajor Walter Krüger: vom 3. November 1939 bis 17. Juli 1941
- Oberst Hans-Christoph von Heydebrand und der Lasa: von Juli 1941 bis Oktober 1941, mit der Führung beauftragt, Kommandeur des Schützen-Regiments 113
- Generalmajor Wilhelm-Hunold von Stockhausen: vom 1. August 1941 bis 15. Februar 1942
- Oberst Oswin Grolig: vom 15. Februar 1942 bis 15. Dezember 1942